# Loch Shurrery
Loch Shurrery är en sjö i Storbritannien.   Den ligger i kommunen Highland och riksdelen Skottland, i den norra delen av landet, 800 km norr om huvudstaden London. Loch Shurrery ligger 166 meter över havet.  Trakten runt Loch Shurrery består i huvudsak av gräsmarker.